# Халигаджиев, Запир Омарасхабович
Запир Омарасхабович Халигаджиев (2 августа 1989) — российский спортсмен, специализируется по ушу и армейскому рукопашному бою. Чемпион и призёр России по ушу и армейскому рукопашному бою. 

## Спортивная карьера
Является воспитанником кизлярской школы ушу, тренируется у Магомеда Абдулхаликова. Чемпион России по армейскому рукопашному бою 2015 года. В начале июня 2016 года в Севастополе, уступив в финале Владимиру Канунникову, стал серебряным призёром чемпионата России по армейскому рукопашному бою. 15 декабря 2016 года ему было присвоено звание мастер спорта России по армейскому рукопашному бою. В ноябре 2019 года стал обладателем Кубка России по ушу. В марте 2021 года выиграл чемпионат России по ушу. 25 февраля 2022 года ему было присвоено звание мастер спорта России по ушу. В апреле 2024 года в Москве, уступив в финале Абдулбасиру Тамарилаеву из Дагестана, стал серебряным призёром чемпионата России.

## Спортивные достижения
- Чемпионат России по АРБ 2015 — ;
- Чемпионат России по АРБ 2016 — ;
- Кубок России по ушу 2019 — ;
- Чемпионат России по ушу 2021 — ;
- Чемпионат России по ушу 2024 — ;